# Округ Стилвотер (Монтана)
Стилвотер (енгл. Stillwater County) је округ у америчкој савезној држави Монтана.

## Демографија
По попису из 2010. године број становника је 9.117, што је 922 (11,3%) становника више него 2000. године.
| Група             | 2000.         | 2010.         |
| Белци             | 7.860 (95,9%) | 8.688 (95,3%) |
| Афроамериканци    | 11 (0,1%)     | 9 (0,1%)      |
| Азијати           | 17 (0,2%)     | 29 (0,3%)     |
| Хиспаноамериканци | 165 (2,0%)    | 214 (2,3%)    |
| Укупно            | 8.195         | 9.117         |